# Animal de companyia (pel·lícula)
Animal de companyia (títol original en anglès, Pet) és una pel·lícula de thriller psicològic del 2016 dirigida per Carles Torrens, escrita per Jeremy Slater i protagonitzada per Dominic Monaghan, Ksenia Solo, Jennette McCurdy i Nathan Parsons. La pel·lícula es va estrenar a South by Southwest l'11 de març de 2016 i es va estrenar als cinemes el 2 de desembre de 2016. S'ha subtitulat al català.

## Repartiment
- Dominic Monaghan com a Seth
- Ksenia Solo com a Holly
- Jennette McCurdy com a Claire
- Nathan Parsons com a Eric
- Da'Vone McDonald com a Nate